# Ordre militaire de Saint-Henri

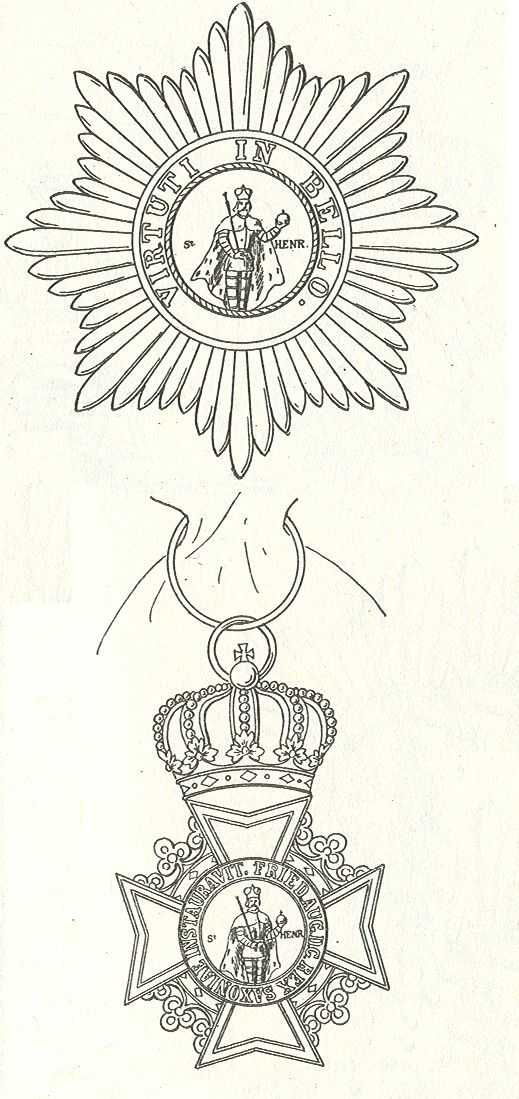
Étoile et Grand-croix de l'Ordre militaire de Saint-Henri

L’ordre militaire de Saint-Henri (en allemand : Militär-St. Heinrichs-Orden) est un ordre militaire du Royaume de Saxe, créé le 7 octobre 1736 par Auguste III de Saxe, roi de Pologne et électeur de Saxe. C'est le plus ancien ordre militaire de l'Empire allemand.
La devise de l'ordre était (la) « Virtuti in bello ».

## Historique
L'ordre subit de nombreuses transformations au cours des XIXe siècle et XXe siècle, et se dissout avec la chute de la monarchie saxonne, avec la défaite de l'Empire au cours de la Première Guerre mondiale.

## Classification
L'Ordre était divisé en six classes :
- - Grand-croix (Großkreuz)
  - Commandeur 1re classe (Kommandeurkreuz I. Klasse)
  - Commandeur 2e classe (Kommandeurkreuz II. Klasse)
  - Chevalier (Ritterkreuz)
  - Médaille d'or
  - Médaille d'argent

En général, le rang social du récipiendaire déterminait le grade qu'il allait recevoir : la Grand-croix revenait aux monarques et aux officiers suprêmes, la Croix de Commandeur 1re classe aux généraux, la Croix de Commandeur 2e classe aux officiers supérieurs (avec quelques exceptions), et la Croix de Chevalier aux officiers.

## Description
Le badge était une croix de Malte en or, émaillée de blanc. Autour du médaillon central en or, un anneau en émail bleu contient les mots FRIDR•AUG•D•G•REX•SAX•INSTAURAVIT, et au verso, la devise de l'ordre VIRTUTI IN BELLO (« Bravoure au combat »). Au centre du médaillon en émail jaune avec le portrait de Saint-Henri, le dernier empereur saxon du Saint-Empire romain germanique.
Entre les branches de la croix, des couronnes en émail vert étaient intégrées, symbole de Saxe. Le badge était suspendu au ruban par une couronne royale en or.
La Grand-croix était plus grande que la Croix de Commandeur, et celle-ci était plus grande que la Croix de Chevalier.
L'Étoile de l'ordre, décernée avec la Grand-croix et la Croix de Commandeur 1re classe, était une étoile octogonale en argent avec une large version du médaillon avec Sait-Henri, sans le texte autour, celui-ci étant gravé au dos.
Le ruban de l'Ordre était bleu clair avec des rayures jaunes de chaque côté.
La Croix de Chevalier était portée sur la poitrine, à gauche. Les Croix de Commandeur étaient portées autour du cou, avec l'Étoile de Commandeur 1re classe sur la poitrine. la Grand-croix était portée avec une écharpe de l'épaule à la hanche, avec le badge au niveau de la hanche. L'Étoile de la Grand-croix était portée comme celle de Commandeur 1re classe

## Récipiendaires
Sources
- Almanach impérial pour l'année 1810, Testu (lire en ligne) ;
- Almanach royal et national, 1835 (lire en ligne) ;

### Grand'croix
- Louis-Alexandre Berthier, prince de Neuchâtel et de Wagram, vice-Connétable[réf. à confirmer][1] ;
- François Joseph Lefebvre, duc de Dantzig, sénateur, maréchal d'Empire ;
- Jean-Baptiste Bessières, duc d'Istrie, maréchal d'Empire ;
- Jean Lannes prince de Sievers, duc de Montebello, Maréchal de l'Empire ;
- Louis Nicolas Davout prince d'Eckmühl, duc d'Auerstaedt, Maréchal de l'Empire ;
- Jean-Baptiste Cyrus de Timbrune de Thiembronne, comte de Valence, sénateur ;
- Jean-Baptiste Bernadotte, prince de Pontecorvo, maréchal d'Empire ;
- Jean-Andoche Junot, duc d'Abrantès, colonel général des Hussards ;
- Jean Louis Ebenezer Reynier, comte, général de division.

### Commandeurs
- Pierre Antoine, baron Michaud, général de division ;
- Jean-Baptiste, comte Drouet, général de division ;
- Nicolas Charles, comte Oudinot, duc de Reggio, maréchal d'Empire ;
- Étienne, comte Gudin, général de division ;
- Charles Antoine, comte Morand, général de division ;
- Joseph Augustin Fournier, baron Daultanne, général de division ;
- Antoine Alexandre, baron Hanicque, général de division ;
- Pierre, comte Daru, Conseiller d'État, Intendant général de la Maison de l'empereur Napoléon Ier ;
- Louis Gabriel, comte Suchet, duc d'Albufera, maréchal d'Empire (22 septembre 1808) ;
- Jean-Baptiste Dommanget (16 juillet 1813) ;
- Charles Antoine Morand ;
- Louis-Victor de Caux de Blacquetot ;
- Jacques Pierre Orillard de Villemanzy ;
- François Joseph Fidèle, baron Gressot, maréchal de camp
- Joseph César Michault, vicomte de Saint-Mars, maréchal de camp, secrétaire général de l'Ordre royal de la Légion d'honneur (1817–1853)
- Louis-Victor de Caux, vicomte de Blacquetot, lieutenant-général
- Basile Guy Marie Victor, baron Baltus de Pouilly, maréchal de camp
- Charles, comte de Flahaut, pair, lieutenant-général

### Chevaliers
- Georges-Hubert de Diesbach (1669-1742), lt-général au Service de Sa Majesté Polonaise
- Charles Louis Joseph Olivier Guéhéneuc (29 juin 1807) ;
- Jean Martin Petit (1808) ;
- Louis Bertrand Pierre Brun de Villeret (1808) ;
- Joseph Chambon (1808) ;
- Jean Raymond Charles Bourke (25 août 1813) ;
- Jean Louis Romeuf :
- Honoré Charles Reille :
- Jean Adam Schramm :
- François Amable Ruffin :
- Michel Barclay de Tolly (1815)
- Max von Gallwitz :

### Première Guerre mondiale
Pendant la Première Guerre mondiale, 12 Grand-croix furent décernées, 14 Croix de Commandeur 1re classe, 153 Croix de Commandeur 2e classe et 2 728 Croix de Chevaliers.

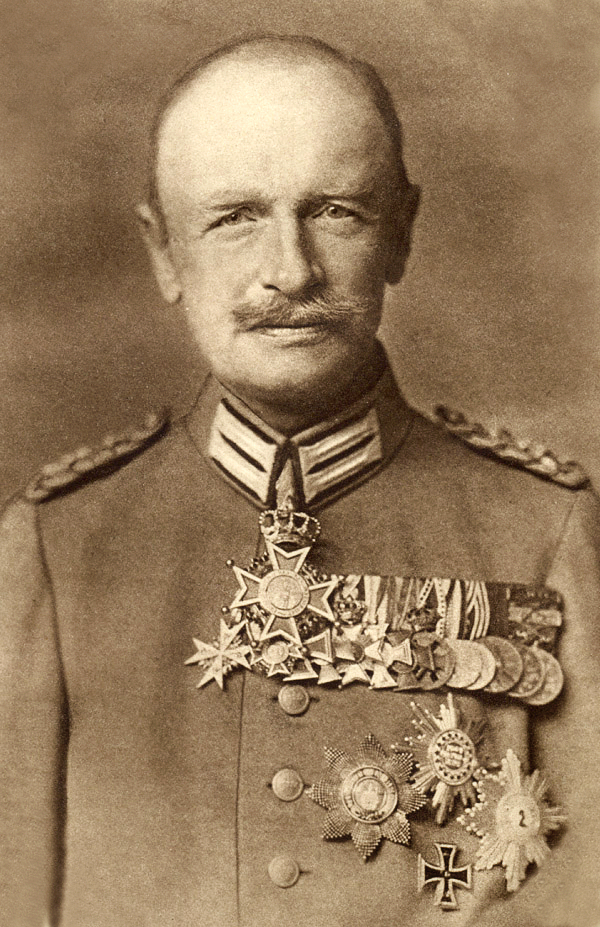
Roi Frédéric-Auguste III, portant une version spéciale de la Grand-croix en collier, l'étoile de l'Ordre à la poitrine et la Croix de Chevalier sur ses barrettes.

- Otto von Below
- Eduard von Böhm-Ermolli
- Dietrich von Choltitz
- Hermann von Eichhorn
- Karl von Einem
- Erich von Falkenhayn
- Max von Gallwitz
- Max Hoffmann
- Paul von Hindenburg
- Oskar von Hutier
- Max Immelmann
- Alexander von Linsingen
- Friedrich von Loßberg
- Erich Ludendorff
- August von Mackensen
- Karl August Nerger
- Manfred von Richthofen
- Friedrich Sixt von Armin
- Remus von Woyrsch